# Luc Levesque
Luc Levesque est un homme politique français né le 29 mars 1902 à La Chapelle-Morthemer (Vienne) et décédé le 20 décembre 1976 à Valdivienne.

## Biographie
Devenu maire, à 27 ans, de sa commune natale en 1929, il est élu en 1934 conseiller général du canton de Lussac-les-Châteaux. En 1936, Luc Levesque est élu député de son département lors des élections qui consacrent la victoire du Front populaire. Il siège alors au groupe unifié de la mouvance radicale indépendante, la Gauche démocratique et radicale indépendante, c'est-à-dire au centre.
Le 10 juillet 1940, il vote en faveur de la remise des pleins pouvoirs au Maréchal Pétain. Il est très actif sous l'occupation au sein des divers organismes d'entraide et de solidarité avec les prisonniers de guerre. Il sera d'ailleurs décoré de la Légion d'honneur en 1949.
À la Libération, il parvient à retrouver ses mandats, et est élu, en 1945, député à l'Assemblée constituante. Il siège alors à droite, au sein du groupe parlementaire Paysan. Il ne retrouve pas de mandat de député par la suite, bien qu'il se soit présenté aux scrutins législatifs de 1946, 1951 et 1956.
Animateur, sous la Quatrième République, du Parti républicain paysan, il conserve en revanche son mandat de maire jusqu'en 1959 et de conseiller général jusqu'en 1960.

## Sources
- « Luc Levesque », dans le Dictionnaire des parlementaires français (1889-1940), sous la direction de Jean Jolly, PUF, 1960 [détail de l’édition]